# The World of Cars Online
The World of Cars Online fue un videojuego de carreras de mundo virtual basado en la serie de películas Cars. El juego estaba en desarrollo con Beta Abierta, que se lanzó el 1 de marzo de 2010. Hubo un adelanto de World of Cars llamado Test Track que comenzó en octubre de 2008 y finalizó en noviembre de 2009 para dar paso a Beta Abierta. El sitio se lanzó el 29 de junio de 2010. Cada automóvil recibió 2010 monedas, una insignia de participante de la Beta Abierta y una insignia de fundador. El juego fue cerrado por Disney el 8 de febrero de 2012.

## Jugabilidad
The World of Cars Online permitió a los usuarios personalizar su propio automóvil, chatear con otros jugadores, decorar su propio patio, competir contra amigos y completar diferentes misiones con todos sus personajes de películas favoritos. También había diferentes minijuegos para ganar monedas, como Vuelco del tractor de Mater. A medida que los usuarios exploraban y jugaban juegos, ganaban insignias como la Insignia de vuelco del tractor. El sitio web también insinuó que podrían ser otros vehículos como trenes y camiones de bomberos.
Las carreras eran un componente principal de The World of Cars Online. Además de competir en diferentes misiones contra jugadores de la computadora, los usuarios pudieron participar en carreras multijugador contra amigos. Los peligros se usaron para ralentizar a otros jugadores detrás de ti. Ejemplos de peligros serían un derrame de petróleo y un fardo de heno. Diferentes peligros estaban disponibles para obtener de Sarge.